# Baix elèctric
El baix elèctric, anomenat de forma senzill baix, és un instrument de corda, electròfon, similar a la guitarra elèctrica però més gros i amb un so més greu. També està emparentat amb el contrabaix i, com aquest darrer, la seva funció principal és proporcionar la línia o part de baix a la música. És un instrument d'ús molt estès en la música popular contemporània. Les cordes es polsen fonamentalment amb els dits índex, mig i polze de la mà dreta, o mitjançant una pua. També hi ha altres tècniques de tocar, com són el slap, el popping, el tapping o el thumping.
Des de la dècada de 1950, el baix elèctric ha reemplaçat progressivament el contrabaix en la música popular com l'instrument de la secció rítmica que s'ocupa de les línies de baix.
Encara que aquestes varien notablement en funció de l'estil de música, el baixista compleix una funció similar amb independència de l'estil de què es tracti: establir el marc harmònic i marcar el temps o «pols rítmic». El baix elèctric s'usa com a instrument d'acompanyament o com a instrument solista en pràcticament tots els estils de música popular del món, incloent-hi el blues,
el flamenc, el jazz, el funk, el pop, el punk, el reggae i el rock.
Al músic que toca el baix elèctric se l'anomena baixista
.

## Funcionament
El disseny clàssic de baix elèctric té quatre cordes, afinades en mi, la, re i sol, amb la més greu (el mi) vibrant a 41,3 Hz. Existeixen moltes variants: models de cinc cordes (que normalment afegeixen un si més greu que el mi, tot i que també és possible afegir un do per damunt del sol); models de sis cordes (si-mi-la-re-sol-do); i fins i tot instruments amb més d'onze cordes. A més a més, des dels anys setanta es fabriquen baixos sense trasts.
La manera de produir el so és la mateixa que en la guitarra elèctrica: les vibracions de les cordes alteren el camp magnètic d'unes pastilles electromagnètiques que converteixen aquesta alteració en un corrent elèctric. Aquest corrent s'amplifica i s'emet per un altaveu. Evidentment, variant els components electrònics i la configuració de l'amplificador i de l'altaveu s'obtenen timbres diferents.
Una tècnica peculiar d'aquest instrument és l'anomenat slap, que consisteix a colpejar les cordes amb el polze de la mà dreta (l'esquerra per als esquerrans) i estirar-les violentament amb l'índex. L'inventor d'aquesta manera de tocar va ser Larry Graham, el baixista del grup Sly and the Family Stone durant els darrers anys seixanta. Stanley Clarke, als anys 70, va portar aquesta tècnica al virtuosisme. Actualment molts baixistes de renom fan servir l'slap com a recurs identificatiu, com ara Flea (del grup Red Hot Chili Peppers), Les Claypool (del grup Primus), Marcus Miller o Victor Wooten.

## Història

### Inicis
Històricament la funció del baix elèctric era efectuada pel contrabaix. En els primers conjunts de jazz era aquest instrument el que s'encarregava de les línies de baix. És cap a la dècada de 1930 que s'idea un instrument amb trasts i amplificat elèctricament per substituir el dificultós contrabaix quan el músic i inventor Paul Tutmarc de Seattle, Washington, va desenvolupar el primer baix elèctric en la seva forma moderna, un instrument amb trasts dissenyat per ser tocat horitzontalment. El catàleg de vendes de 1935 de l'empresa Audiovox de Tutmarc va incloure el seu "Model 736 Bass Fiddle", un baix elèctric de cos sòlid amb quatre cordes, una escala de 30+1⁄2 polzades (775 mil·límetres) i una sola pastilla. Al voltant de 100 es van fer durant aquest període. Audiovox també va vendre el seu amplificador de baix "Model 236".
Fender Precision Bass, el primer model de baix elèctric produït massivament el va crear Leo Fender, un conegut fabricant de guitarres, ja que els intents d'afegir pastilles als contrabaixos per a amplificar-ne el so no funcionaven gaire bé en aquells temps. El Precission Bass, el primer dels models de Fender, va començar a vendre's el 1951, i avui en dia encara es fabrica (en una versió millorada). El canvi de la forma de l'instrument, del contrabaix a la guitarra, i el fet d'afegir-hi trasts van fer que aquest nou instrument resultés molt més fàcil de tocar (i de transportar) que el contrabaix. A partir de la introducció del Precision Bass, altres companyies, com Gibson, Danelectro i moltes més, van començar a construir instruments similars, que no només van substituir el contrabaix, sinó que, a més, van donar més presència als baixistes dins del so de la banda.

### Anys 70

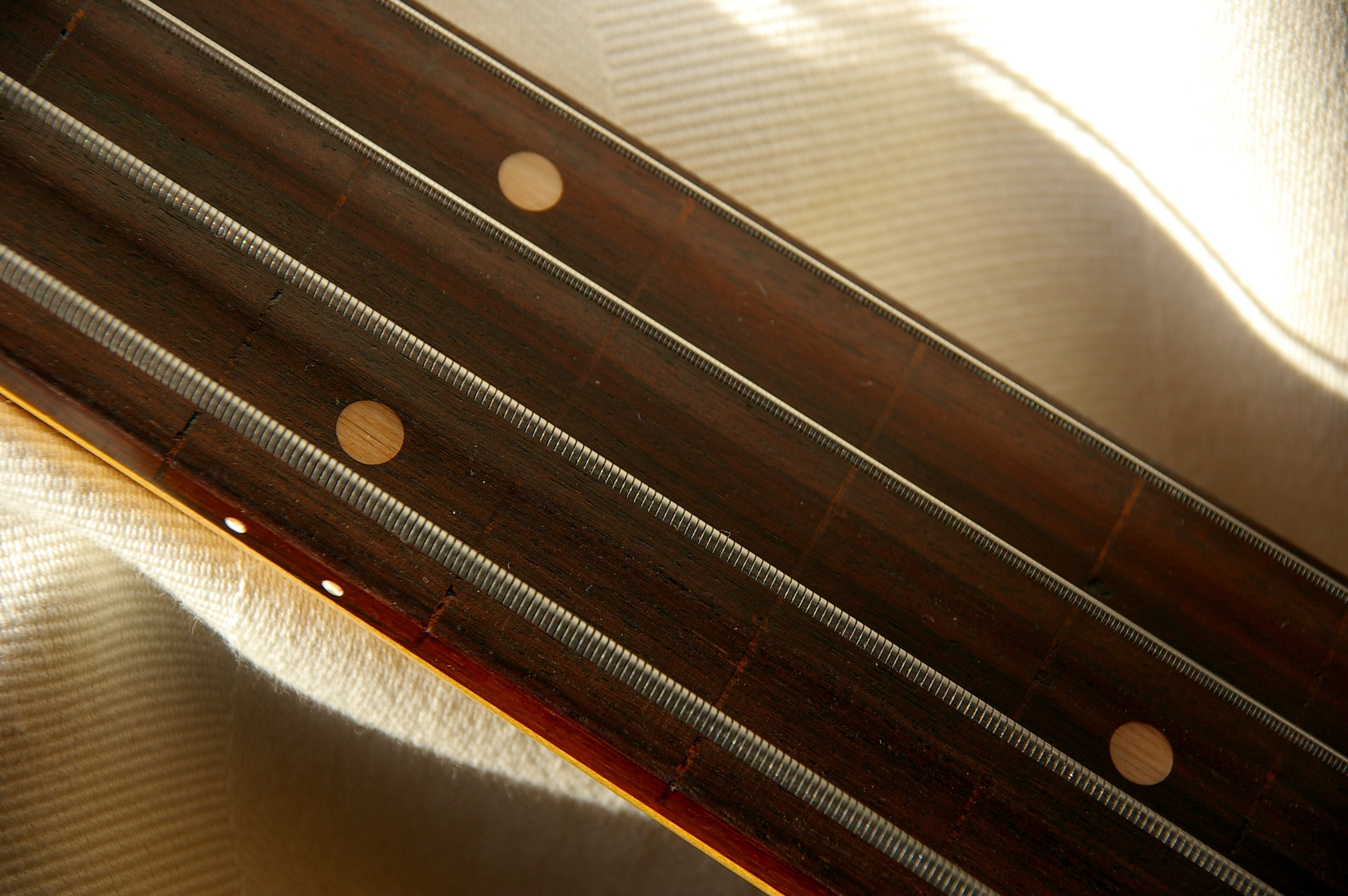
Un baix sense trasts i cordes flatwound.

Un moment clau en la història del baix elèctric fou als anys 70. Fins aquella època la majoria de músics de jazz feien servir un baix acústic, un violoncel o un contrabaix. Sovint els baixistes quedaven a un segon pla, juntament amb el bateria eren considerats part de la secció rítmica; saxofonistes, trompetistes o vocalistes definien les melodies i guiaven al grup. Això canvià quan va entrar en escena Jaco Pastorius. La seva presència a l'escenari és sovint comparada amb l'impacte que tingué Jimmy Hendrix a la guitarra. Pastorius tocava un baix elèctric al qual havia fet treure els trasts. Tocava ràpid i fort, cantava i feia enfollir al públic fent cabrioles. Sovint bromejava als concerts i parlava a l'audiència, també acostumava a anar descalç i sense samarreta.
Després de veure músics afinar mitjançant harmònics, s'hi va interessar molt ràpidament incorporant-los a la seva tècnica. Els harmònics naturals, també anomenats de corda oberta, es fan fregant lleugerament la corda sense prémer-la amb la mà esquerra i polsant-la amb la dreta (en cas d'usar el baix com a dretà) resultant en un so semblant al d'una campaneta. Pastorius també feia ús d'harmònics artificials com s'aprecia a la cançó de "Birdland". A part d'una tècnica brillant Jaco Pastorius va introduir a les seves línies de baix ritmes Afro-Cubans, també inspirat per artistes com Cachao Lopez, amb influències de R&B, per a crear línies amb semicorxeres i notes fantasma. També fou impulsor de la tècnica que s'anomena dit polze flotant, que consisteix a alternar el dit polze a les cordes més greus per a evitar que sonin mentre es toquen les cordes més agudes, com a les cançons "Come On, Come Over" i "The Chicken" del Birthday Concert.

## Fabricants
Hi ha una gran quantitat de marques que comercialitzen els seus instruments, des de grans firmes internacionals que fabriquen els seus productes en sèrie fins a petits tallers familiars que elaboren els instruments individualment o per encàrrec. Entre elles, algunes de les més conegudes són:
- A Basses (Estats Units).
- Alembic (Estats Units).
- Aria (Japó).
- BassCulture (Alemanya)
- Basslab Guitars (Alemanya).
- B.C. Rich Guitars (Estats Units).
- Burns London (Gran Bretanya).
- Carvin (Estats Units).
- Carl Thompson Basses. (Estats Units).
- Christof Kost Bass (Alemanya).
- Harvey Citron (Estats Units).
- Conklin Guitar Company (Estats Units).
- Cort Guitars (Corea).
- Curbow String Instruments (Estats Units).
- Danelectro (Estats Units).
- Dean Guitars (Estats Units).
- DeArmond Guitars (Estats Units).
- Dingwall Designer Guitars (Estats Units).
- Dobro (Estats Units).
- Elrick Bass Guitars (Estats Units).
- Epiphone (Estats Units).
- ESP Guitars (Estats Units).
- Faim (Argentina).
- F Bass (Canadà).
- Fender: guitarres, baixos, accessoris i amplificadors (Estats Units).
- Fernandes Guitars (Estats Units).
- Fodera Guitars Inc. (Estats Units).
- G&L Guitars (Estats Units).
- Gibson (Estats Units).
- Godin/Seagull Guitars (Canadà).
- Hamer Guitars (Estats Units).
- Hofner (Alemanya).
- Hot Wire Bass (Alemanya
- Human Base (Alemanya).
- Ibanez (Japó).
- JL-Javier Lopez
- Ken Smith Basses, LTD. Estats Units).
- Kubicki (Estats Units).
- Lakland Basses (Estats Units).
- Laurus Basses (Itàlia).
- Leduc Guitars and Basses (França).
- Marcus Miller Sire Bass (Estats Units)
- Marleaux Bass Guitars (Alemanya).
- Martin Guitar Company (Estats Units).
- Mike Lull's Guitar Works. Estats Units).
- MTD Guitars (Michael Tobias Design). Estats Units).
- Modulus Guitars (Estats Units).
- Music Man/Ernie Ball, Inc (Estats Units).
- Neuser Basses (Finlàndia).
- New York Bass Works (Estats Units).
- NS Design, de Ned Steinberger (Estats Units).
- Overwater Basses (Gran Bretanya
- Peavey (Estats Units).
- Pedulla (Estats Units).
- Rick Turner Guitars (Estats Units).
- Rickenbacker (Estats Units).
- Ritter Bass Guitars (Alemanya).
- Sadowsky Guitars Ltd. (Estats Units).
- Samick (Estats Units).
- Sandberg Guitars (Alemanya).
- Schecter Guitar Research (Estats Units).
- Scorpion (Estats Units).
- Spector Basses (Estats Units).
- Steinberger (Estats Units).
- Vigier Guitars (França).
- Wal Basses (Gran Bretanya).
- Warrior Instruments (Estats Units).
- Warwick Basses (Alemanya).
- Washburn Guitars (Estats Units).
- Yamaha Guitars (Japó).
- Zon Guitars (Estats Units).

### Amplificadors i efectes
- Acoustic Image
- Aguilar Amplification (Estats Units).
- Ampeg (Estats Units).
- Ashdown Engineering (Gran Bretanya).
- Behringer
- Crate
- EBS (Suècia).
- Eden Electronics
- Epifani
- Gallien-Krueger
- Genz Benz (Estats Units).
- Glockenklang (Alemanya).
- Hartke (Estats Units).
- Hughes and Kettner (Gran Bretanya).
- Ibanez (Japó).
- Kustom
- Labsystems (Austràlia).
- Laney Amplification
- Mark Bass (Itàlia).
- Marshall Amplification (Estats Units).
- Taula/Boogie (Estats Units).
- Music Man Amps (Estats Units).
- Fender (Estats Units).
- Orange Amps
- SWR
- Trace Elliot (Gran Bretanya).